# Vitiligo
Vitiligo (latinsky Vitiligo vulgaris) je neinfekční kožní porucha, kdy dochází ke ztrátě melanocytů – buněk tvořících kožní pigment (melanin). U nemocného se projevuje světlými skvrnami nepravidelných tvarů na kůži, nejčastěji okolo prstů, úst, očí, genitálu, kloubů, třísel a obličeje. Z postižených míst mohou vyrůstat chloupky též se ztrátou pigmentu.
Vitiligo podle mezinárodní kodifikace nese Kód diagnózy dle MKN-10: L80. Je vedeno jako nemoc kůže a podkožního vaziva. Výrazná patrnost poruchy na kůži může mít dopady na lidskou psychiku, uplatnění v zaměstnání i ve společnosti.
Název pochází z lat. vitulus (tele) pro vizuální podobnost se strakatou kůží přežvýkavců; podle jiného výkladu ze slova vitium (vada). Archaický český název vitiliga je bělenka či bělina. Dne 25. června se slaví Světový den vitiliga.

## Definice

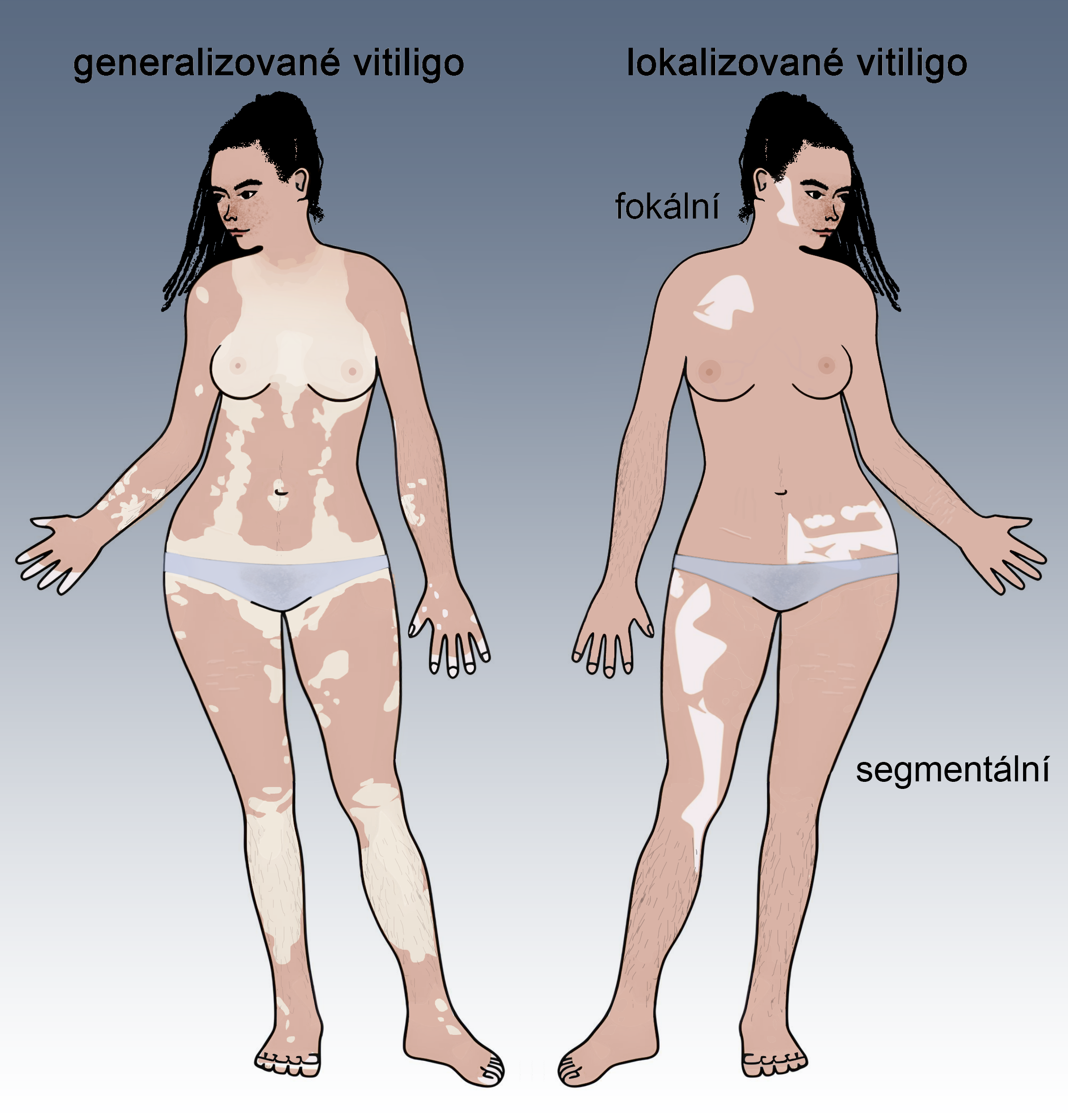
Vitiligo obecné a lokalizované (fokální, segmentální)

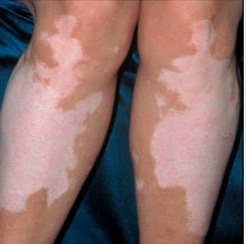
Vitiligo – projevy na nohou

Vitiligo je autoimunitní porucha projevující se příliš silnou imunitní reakcí v kůži. Bílé krvinky likvidují nejen viry nebo nádory, ale i vlastní pigmentové buňky. Projevuje se tedy hromaděním cytotoxických T-lymfocytů na rozhraní pigmentované a depigmentované kůže a jejich infiltrací do pigmentované části kůže ničící melanocyty a rozšiřující depigmentované plochy.
Touto poruchou trpí 0,38 až 4 % populace, tj. v České republice 38–400 tisíc osob, jedná se tedy o poměrně rozšířený problém. Jenom ve Spojených státech amerických je postiženo tímto onemocněním zhruba 2–5 miliónů lidí, na celém světě je to pak 40–50 miliónů. U většiny nemocných se poprvé projeví ve věku 20–30 let. U nemocných se ložiska mohou dále rozšiřovat po celém těle. U části nemocných již současná medicína dokáže vytvořená ložiska částečně repigmentovat. Nelze ale zaručit, že později nevzniknou nová.
- Lokalizované vitiligo se vyskytuje samostatně či vícečetně, nicméně postihuje relativně malý okrsek kůže, který je nervově zásobován z určité části míchy (z jednoho dermatomu).

- Generalizované vitiligo postihuje velkou část těla, zejména tváře a končetiny.

- Univerzální typ postihuje kůži celého těla, může být přítomno několik málo ložisek zvýšené pigmentace.

- Od albinismu se liší nepřítomností postižení očí (zde pigment tedy je přítomen a nemocný má normální barvu duhovek). Smíšený typ je určitou variantou předchozích.

Průběh je u každého jedince jiný, horší se předpokládá u atopiků (nemocných s atopickým ekzémem, alergiemi). Možná je i regrese, tj. ústup onemocnění, zejména pak v letních měsících, nicméně bez terapie se nejedná o časté případy.

## Dědičnost
Tato porucha je zřejmě geneticky podmíněná, nemusí však být dědičná. Postihuje obě pohlaví stejně často.
Poslední výzkumy naznačují, že na jejím vzniku se podílí nejméně 23 genů. Jedná se tedy o kombinaci, kterou není možno, či jen velmi obtížně, z obou rodičů zkombinovat – zdědit.

## Léčba
Vitiligo je v současnosti neléčitelné. Jeho projevy jsou však zčásti kontrolovatelné a odbarvenou kůži lze přinejmenším částečně repigmentovat. Je třeba s léčbou začít co nejdříve po objevení prvních příznaků – u dětí či dokud jsou ložiska malá.
Terapie (nikoliv léčba) obvykle probíhá jako tzv. Kombinované terapie: kombinace opalování světlem UVB v kombinaci s několika druhy mastí aj. Monoterapie (tj. světlo bez masti a obráceně mast bez světla UVB) jsou považovány za méně účinné. Tyto terapie dokáží alespoň částečně pigment obnovit. Jejich účinnost je omezená, nepůsobí na každého nebo na všechna místa na těle. V České republice jsou některé z terapií hrazeny pojišťovnami.
- Světloléčba – UVB (ultrafialové záření vlnových délek 311 nm) anebo P-UVA (Psoralen s ultrafialovým zářením UVA) je hrazena pojišťovnou. Variantou je komerční excimerový laser.
- Specializované masti
  - Protopic – obsahuje imunomodulátor Tacrolimus tlumící imunitní reakci v místě, původně přírodního původu, obvykle je používán dlouhodobě (2× denně, pro dospělé v koncentraci 0,1 %)[9]
  - Oxoralen – zcitlivuje kůži na sluneční záření, na předpis při léčbě, patří mezi tzv. Psoraleny, bylinného původu
  - Kortikoidy jako např. Elocom, Beloderm
- Doplňky

Spíše jako výživový doplněk slouží méně účinné (a současně méně rizikové) gely
- - Vitiskin gel – obsahující přímo enzym superoxid dismutáza, volně prodejný
  - Vitix – obsahující přímo enzym superoxid dismutáza, volně prodejný i jako tablety

K léčebnému účelu se obvykle používají krémy přímo podporující imunitní reakci a vytváření pigmentu (Oxoralen) či naopak potlačující imunitní reakci v kůži (Protopic), přípravky obsahují látky tlumící depigmentaci (ztrátu pigmentu) či obsahující přímo enzym superoxid dismutáza, který je v kůži osoby s vitiligem likvidován (Vitiskin, Vitix). Jejich užívání musí být obvykle dlouhodobé (více měsíců), než je pozorován účinek. Účinnost navíc bývá omezená v závislosti na rozsahu postižení. Ve většině případů (kromě gelů Vitiskin či Vitix) se jedná o přípravky na předpis.
Zmíněné krémy se obvykle používají v kombinaci s fototerapií – ozařováním světlem UVB ze speciální lampy. Tyto lampy je možno zakoupit i na volném trhu.
Užívání vitamínů, minerálů a stopových prvků je jen podpůrné.

### Terapeutická centra a výzkum
Terapiemi vitiliga se u nás nejdéle zabývají tyto odborné lékařské instituce v Praze:
- ProSanum
- Achilea
- Fakultní nemocnice Královské Vinohrady
- Nemocnice Bulovka

Výzkum vitiliga v ČR neexistuje, ve světě se mu však věnuje více odborných institucí, např. University of Massachusetts v USA.

## Nejnovější výzkum
Dříve stagnující výzkum vitiliga nabral kolem roku 2018 na rychlosti. Na vitiligo se soustředí několik probíhajících výzkumů, zaměřujících se především na vliv oxidačního stresu na buňky, mj. na roli proteinu Nrf2-ARE.
Jedním z nejnověji zkoumaných směrů léčby je využití nových léků působících jako inhibitory Janusovy kináze JAK, tj. léku Xeljanz (tofacitinib) a Jakafi (ruxoltinib). Ty jsou buď podávány ústně, spolu s terapií světlem UV-B nebo v masti. Nově probíhají i klinické zkoušky na použití JAK inhibitorů v krému.
Lék Xeljanz byl již registrován v USA i Evropě včetně České republiky proti revmatické artritidě a je velmi úspěšný. Testy na jeho využití proti vitiligu dosud nebyly ukončeny.

## Rizikové faktory vitiliga
Hlavním rizikovým faktorem je výskyt v rodině, nicméně ani zde nelze přesně určit, zda a s jakou pravděpodobností se onemocnění u potomků vyskytne či nikoli. Případy, kdy se vitiligo v rodině objeví, aniž by se dříve vyskytlo u předků a poté u potomků postiženého, jsou zcela běžné.
Jakékoli poranění může spustit kaskádu dějů, které mohou vést k depigmentaci. Porucha pigmentace v místě poranění bývá popisována jako tzv. Koebnerův fenomén.
Vitiligo je občas spojeno s dalšími 'autoimunitními poruchami', které nemusejí být závažného charakteru. Mezi takováto onemocnění patří:
- poruchy štítné žlázy, u nichž je koincidence s vitiligem až 30 % (zvýšená i snížená funkce štítné žlázy, např. Graves-Basedowova choroba, Hashimotova thyreoiditis)
- cukrovka (diabetes mellitus)
- perniciózní anémie (chudokrevnost)
- revmatoidní artritida
- Crohnova choroba (nespecifický střevní zánět)
- Addisonova choroba
- systémová lupénka lupus erythematodes
- myastenie myasthenia gravis a další

## Osobnosti trpící vitiligem
Vitiligo je i nemocí slavných osobností. Jak je patrné, ani tato leckdy poměrně viditelná porucha tvorby pigmentu není překážkou aktivního společenského života.

### Osobnosti v ČR s vitiligem
- Vojtěch Jasný – režisér[17]
- Jiří Krampol - herec
- Bolek Polívka – herec [18]

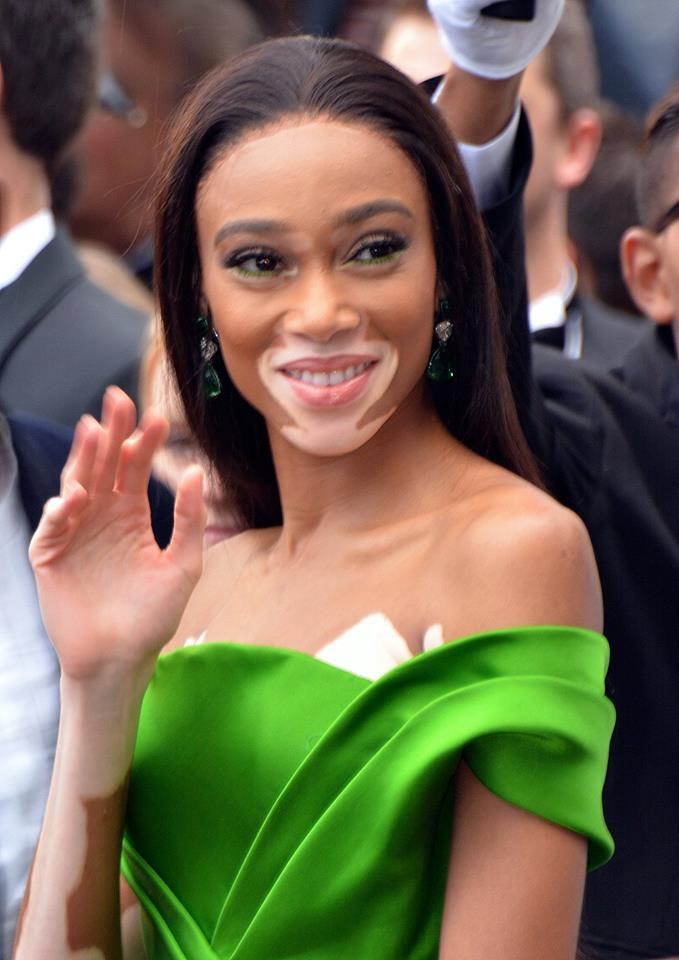
Winnie Harlow

- Kamila Polívková – divadelní režisérka a dcera známého herce[19] (zatímco její sestra Anna Polívková zřejmě vitiligo nemá)
- Lenka Krobotová – herečka [20]
- Robert Záruba – sportovní moderátor České televize
- Ivan Král – česko-americký hudebník
- Jan Hnízdo – fotograf [21]
- Jaroslav Hanák – prezident Svazu průmyslu ČR
- Veronika Kobzanová, herečka a zpěvačka
- Jaroslav Bžoch, poslanec za ANO

Vitiligem trpí i někteří slovenští herci a herečky.

### Osobnosti s vitiligem v cizině
- Michael Jackson – rozšiřující se forma vitiliga byla umělci diagnostikována v roce 1986[23]
- Prince Michael Jackson – syn Michael Jacksona[24]
- Winnie Harlow – kanadská modelka
- Steve Martin – komik

Další řada slavných osobností viz „Famous Vitiligans“

## Kosmetická řešení
Ač nepatří mezi vážné poruchy, vitiligo někdy může být nepříjemné např. z estetického důvodu. V lékárně je možno zakoupit speciální krémy a gely, které působí jako ochrana pokožky a jsou přímo určeny k tomuto účelu. Vedle toho jsou k dispozici i podobná opatření kosmetického charakteru:
- kosmetická kamufláž – pomocí make-upu nebo pomocí samoopalovacího krému. Bílá ložiska se dají zamaskovat pomocí vhodně zvoleného makeupu či samoopalovacími krémy. Možná je i tetováž vitiliga (tj. vpravení pigmentů pomocí tetovací jehly), obvykle však není doporučována pro potenciální aktivaci onemocnění.
- repigmentace – pomocí již zmiňovaných krémů a světla UVB. Je možný i přenos pigmentových kožních buněk do postižených míst
- depigmentace – pokud je postižení velkého rozsahu, provádí se odstranění pigmentu ze zbývajících částí těla, aby došlo k jednotné světlosti kůže např. pomocí Monobenzonu. Variantu depigmentace zvolil např. Michael Jackson.